# استفانی انزینگر
استفانی انزینگر (انگلیسی: Stefanie Enzinger؛ زادهٔ ۲۵ نوامبر ۱۹۹۰) ورزشکار فوتبال اهل اتریش است. از باشگاه‌هایی که در آن بازی کرده‌است می‌توان به باشگاه فوتبال اشتورم گراتس و باشگاه فوتبال زانکت پولتن اشاره کرد. وی همچنین در تیم ملی فوتبال زنان اتریش بازی کرده‌است.

## نگارخانه

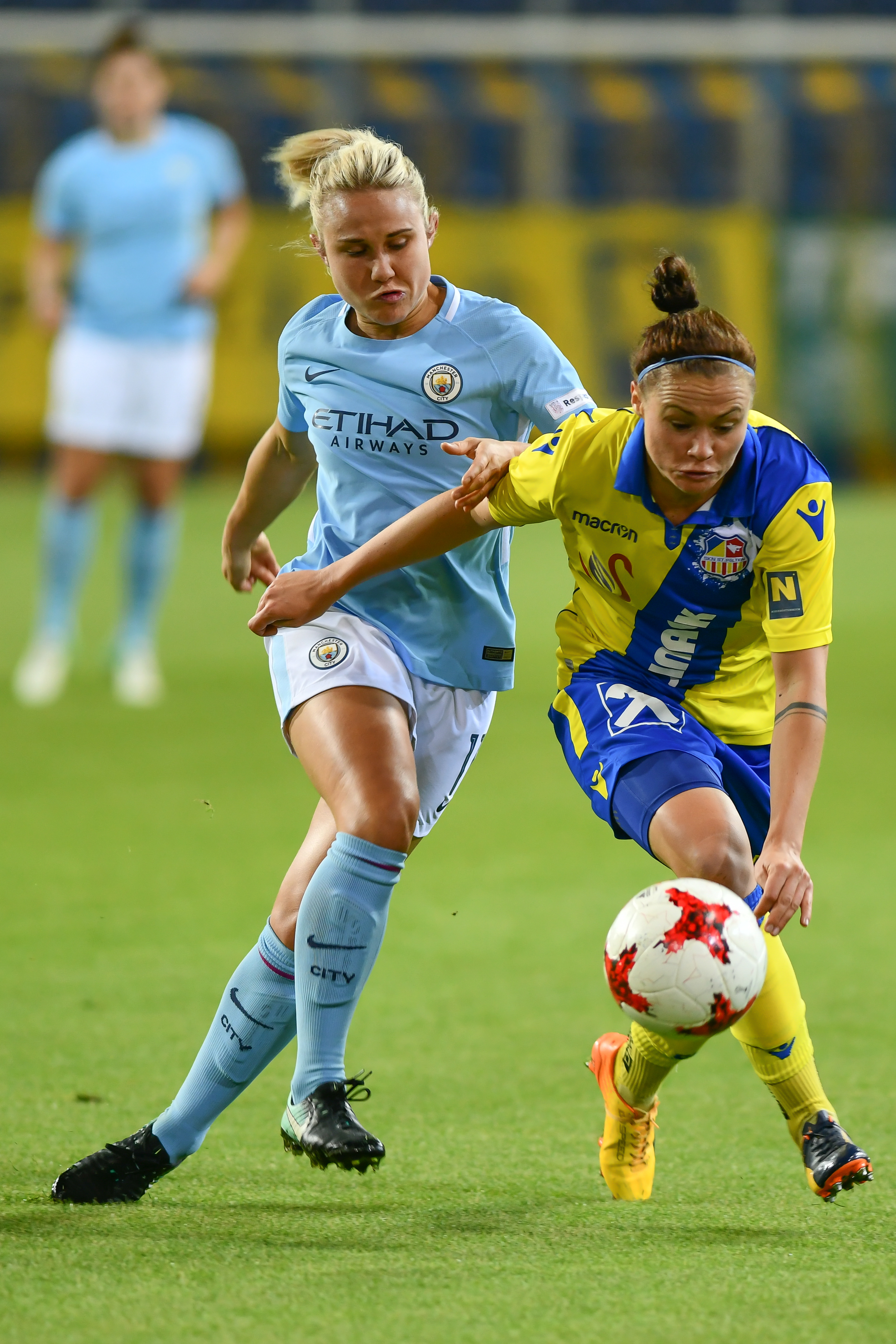
استفانی انزینگر، مهاجم تیم فوتبال زانکت پولتن اتریش و مدافع منچستر سیتی در حال رقابت برای تصاحب توپ. در چارچوب مسابقات فصل ۲۰۱۷-۱۸ لیگ قهرمانان اروپای زنان.
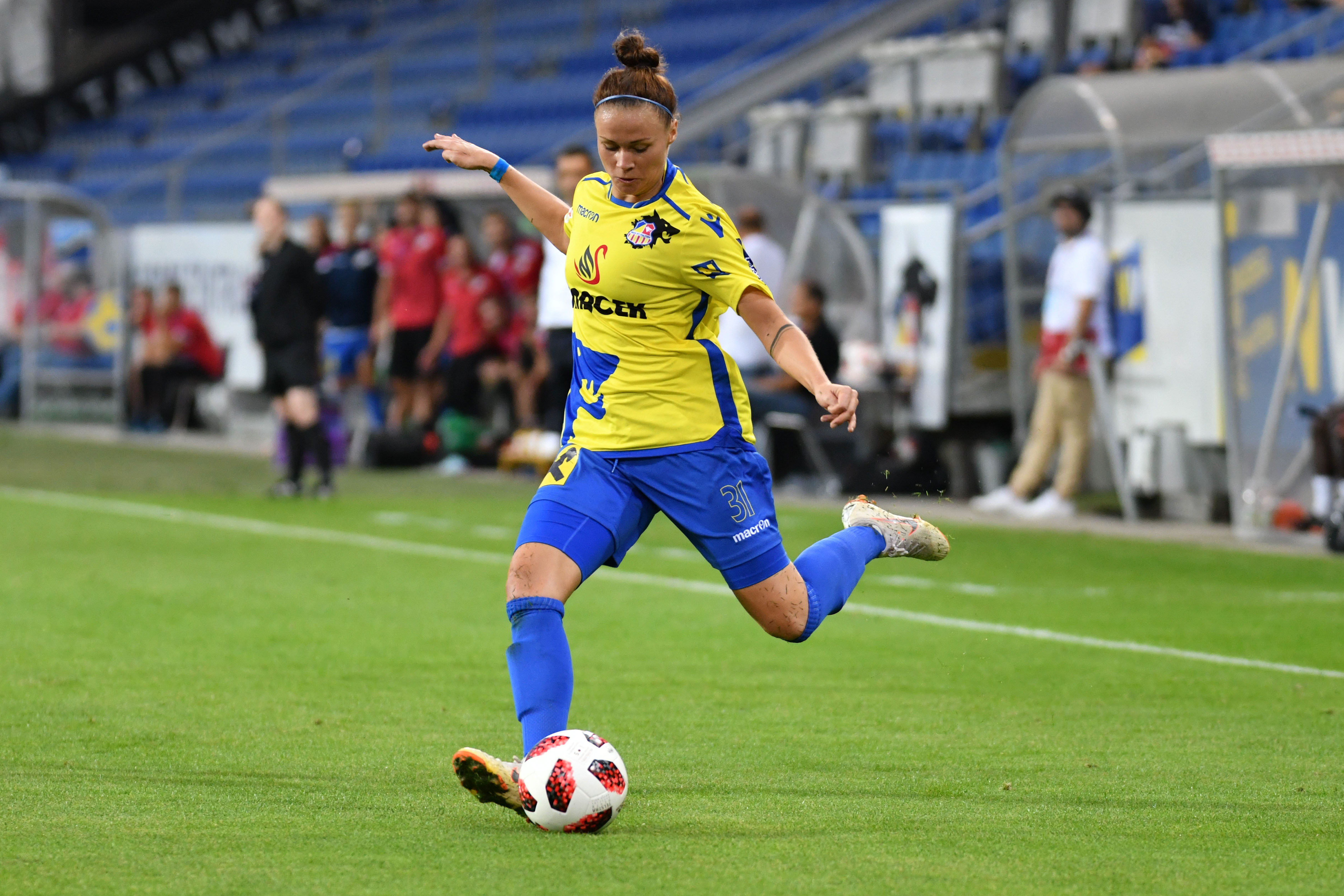
استفانی انزینگر، مهاجم تیم فوتبال زانکت پولتن اتریش در حین ارسال توپ به روی دروازه تیم فوتبال پاری سن ژرمن در چهارچوب مسابقات فصل ۲۰۱۷-۱۸ لیگ قهرمانان اروپای زنان.